# Szkoła Eksploatacji Podziemnej

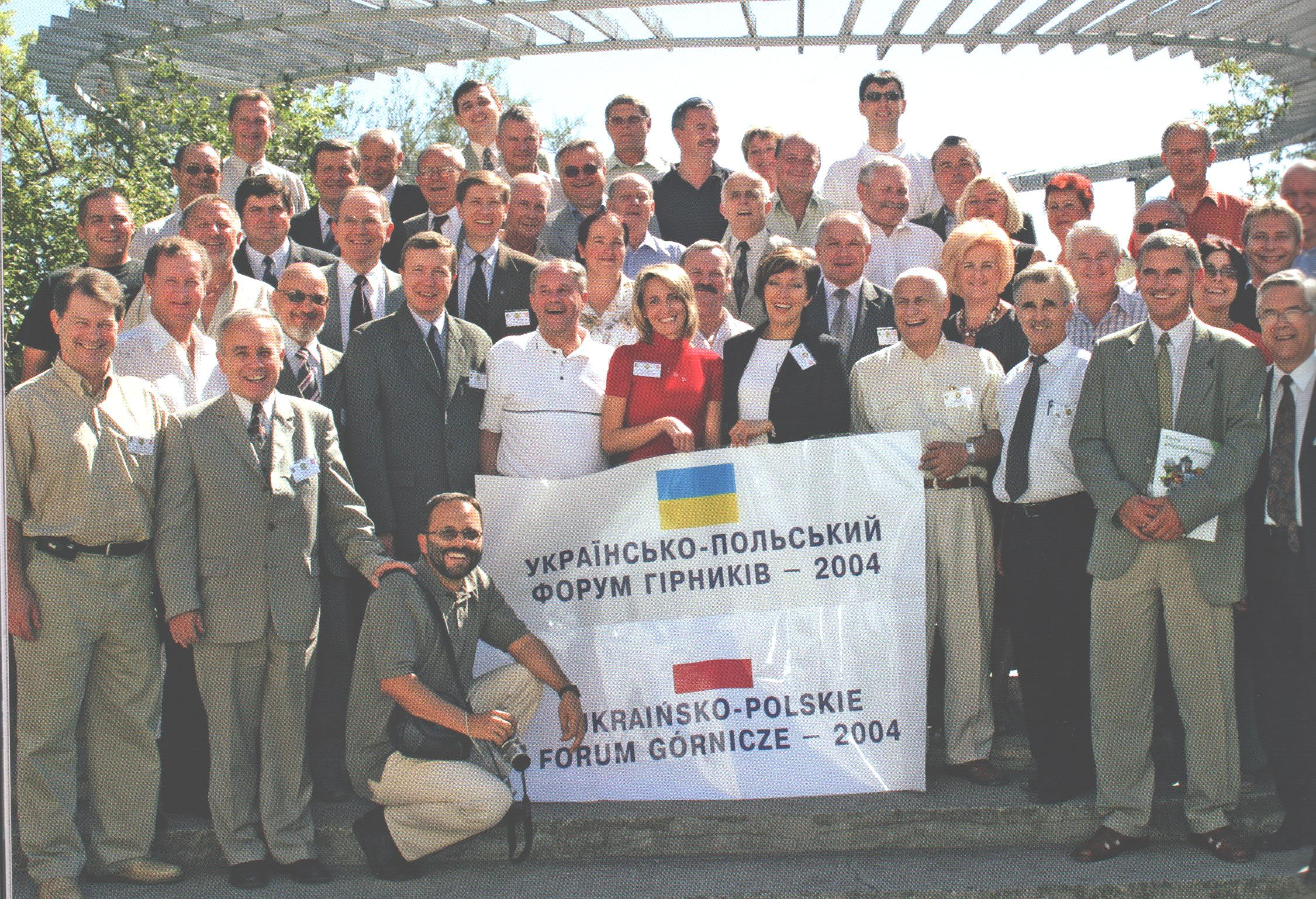
Представники польської "Szkoła Eksploatacji Podziemnej" Єжи Кіцкі, Яцек Ярош, Артур Дичко, Барбара Мархевчик та ін. та української Школи підземної розробки Гайко Геннадій Іванович, Білецький Володимир Стефанович та ін. на Українсько-Польському Форумі гірників. 2004 р. Крим. Ялта.

Школа підземної експлуатації (Szkoła Eksploatacji Podziemnej) — гірнича спільнота в Польщі, яка об'єднує науковців і практиків гірничої галузі.  

## Загальна характеристика
Утворена в 1990-х роках. Остання конференція - XXV Szkoła Eksploatacji Podziemnej, яка відбулася 22–26.02.2016 р. в Кракові. Проводить масштабні фахові конференції з міжнародною участю.
Має давні контакти з українською Школою підземної розробки. Крім того, представники Szkoła Eksploatacji Podziemnej мають традиційні фахові контакти з науковцями Національного гірничого університету (м. Дніпро) та Донбаським державним технічним університетом (м. Алчевськ). Найактивніші учасники Szkoła Eksploatacji Podziemnej з України: Бондаренко Володимир Ілліч, Гайко Геннадій Іванович, Білецький Володимир Стефанович, Дичковський Роман Омелянович. 
Одна зі спільних українсько-польських конференцій: Українсько-польський форум гірників. Ялта, Крим, 13–19 вересня 2004 р. Гірничодобувна промисловість України і Польщі: актуальні проблеми і перспективи.
Організаційний комітет Школи підземної енксплуатації (Szkoła Eksploatacji Podziemnej): Єжи Кіцкі, Яцек Ярош, Артур Дичко, Барбара Мархевчик.